# 肖亚哈
肖亚哈（俄语：Сёяха）是俄罗斯亚马尔-涅涅茨自治区内亚马尔区一村庄，坐落于亚马尔半岛中部，肖亚哈河畔。
该村始建于20世纪30年代，2002年人口2318，其中涅涅茨人占83%，其他民族占17%。2010年人口2605。